# Helonijas
Helonijas (Helonijopsis, lat. Helonias, sin. Heloniopsis), rod vazdazelenih trajnica raširenih po Aziji od otoka Sahalina na sjeveru, pa preko Japana i otočja Nansei-shoto ili Ryukyu do Tajvana, te jedna vrsta u Sjevernoj Americi. Postoji dvanaest priznatih vrsta

## Vrste
1. Helonias alpina (F.T.Wang & Tang) N.Tanaka, Mjanmar, Tibet
2. Helonias breviscapa (Maxim.) N.Tanaka, Japan
3. Helonias bullata L., Delaware, Georgia, Maryland, New Jersey, Sjeverna Karolina, Južna Karolina, Virginia
4. Helonias jinpingensis (W.H.Chen, Y.M.Shui & Zhi Y.Yu) N.Tanaka, Kina, Mjanmar, Nepal, Tibet
5. Helonias kawanoi (Koidz.) N.Tanaka, Nansei-shoto
6. Helonias koreana (Fuse, N.S.Lee & M.N.Tamura) N.Tanaka, Korejski poluotok
7. Helonias leucantha (Koidz.) N.Tanaka, Nansei-shoto
8. Helonias orientalis (Thunb.) N.Tanaka, Japan, Koreja, Sahalin
9. Helonias parviflora (F.T.Wang & Tang) N.Tanaka, južna-središnja Kina (Guizhou)
10. Helonias thibetica (Franch.) N.Tanaka, Kina
11. Helonias umbellata (Baker) N.Tanaka, Tajvan
12. Helonias yunnanensis (W.W.Sm. & Jeffrey) N.Tanaka, Kina, Mjanmar, Nepal, Tibet

## Sinonimi
- Kozola Raf.
- Heloniopsis A.Gray
- Hexonix Raf.
- Sugerokia Miq.
- Ypsilandra Franch.